# استتار برفی

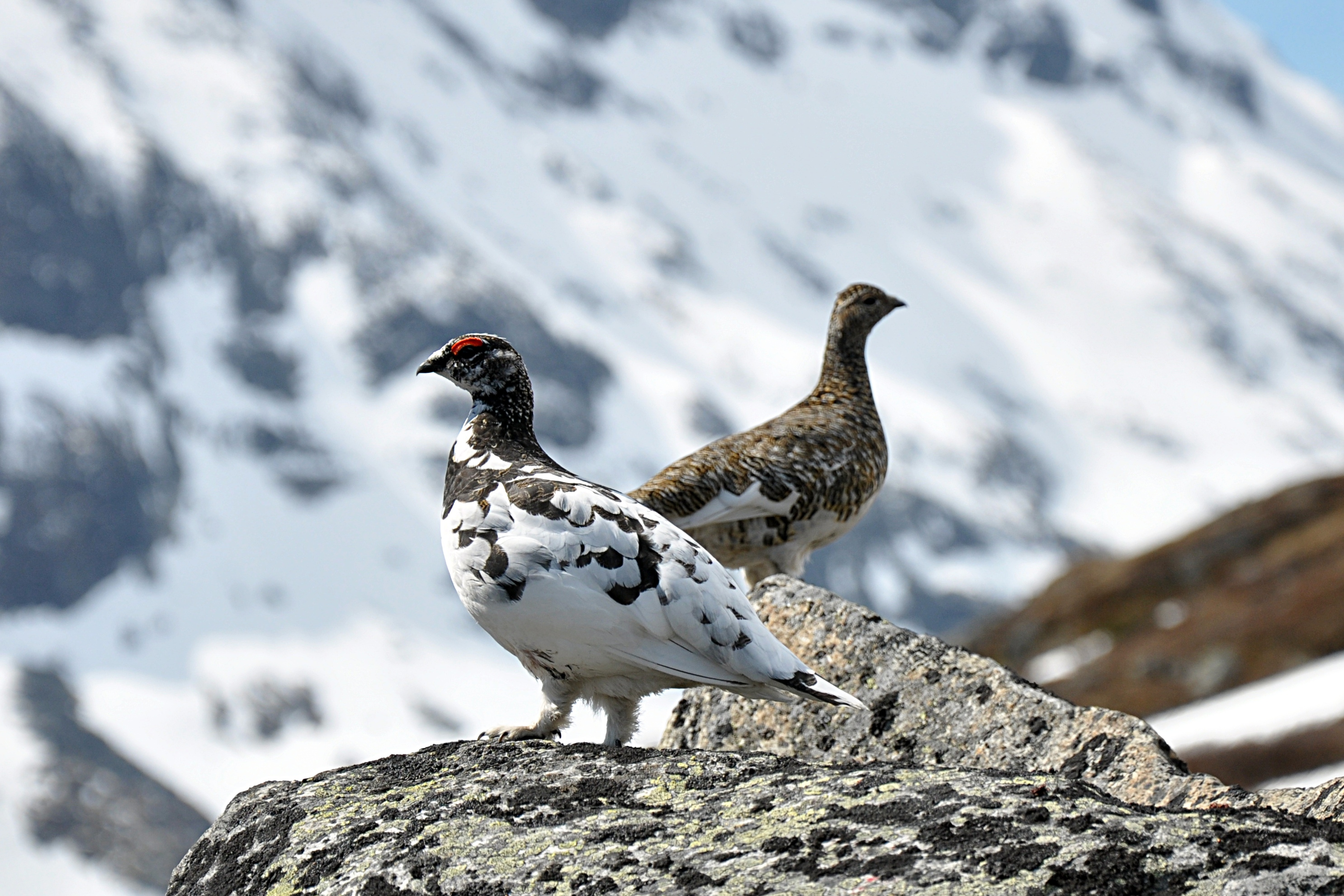
باقرقره پرپای صخره، تغییر رنگ از زمستان به استتار تابستانی با طرح‌های گیج‌کننده در فصل بهار. نر هنوز بیشتر در پوشش زمستانه است.

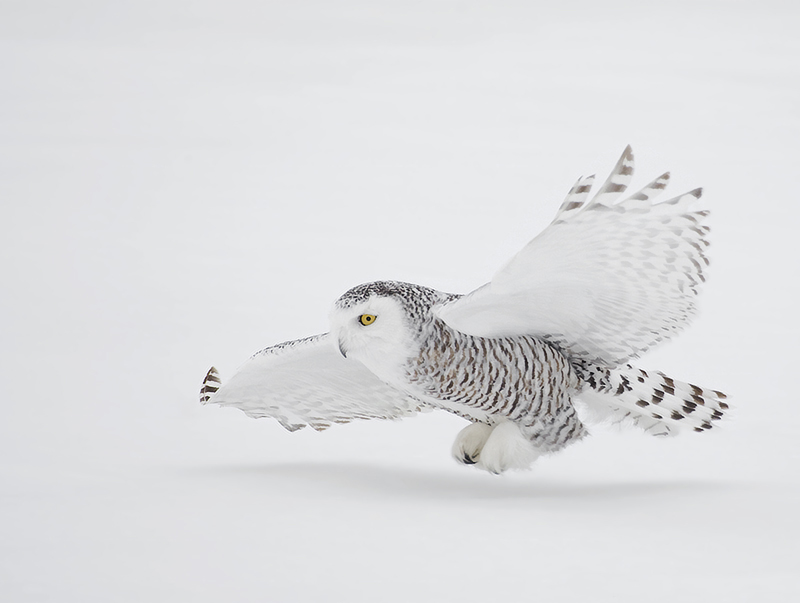
بوف برفی در تمام طول سال سفید باقی می‌ماند.

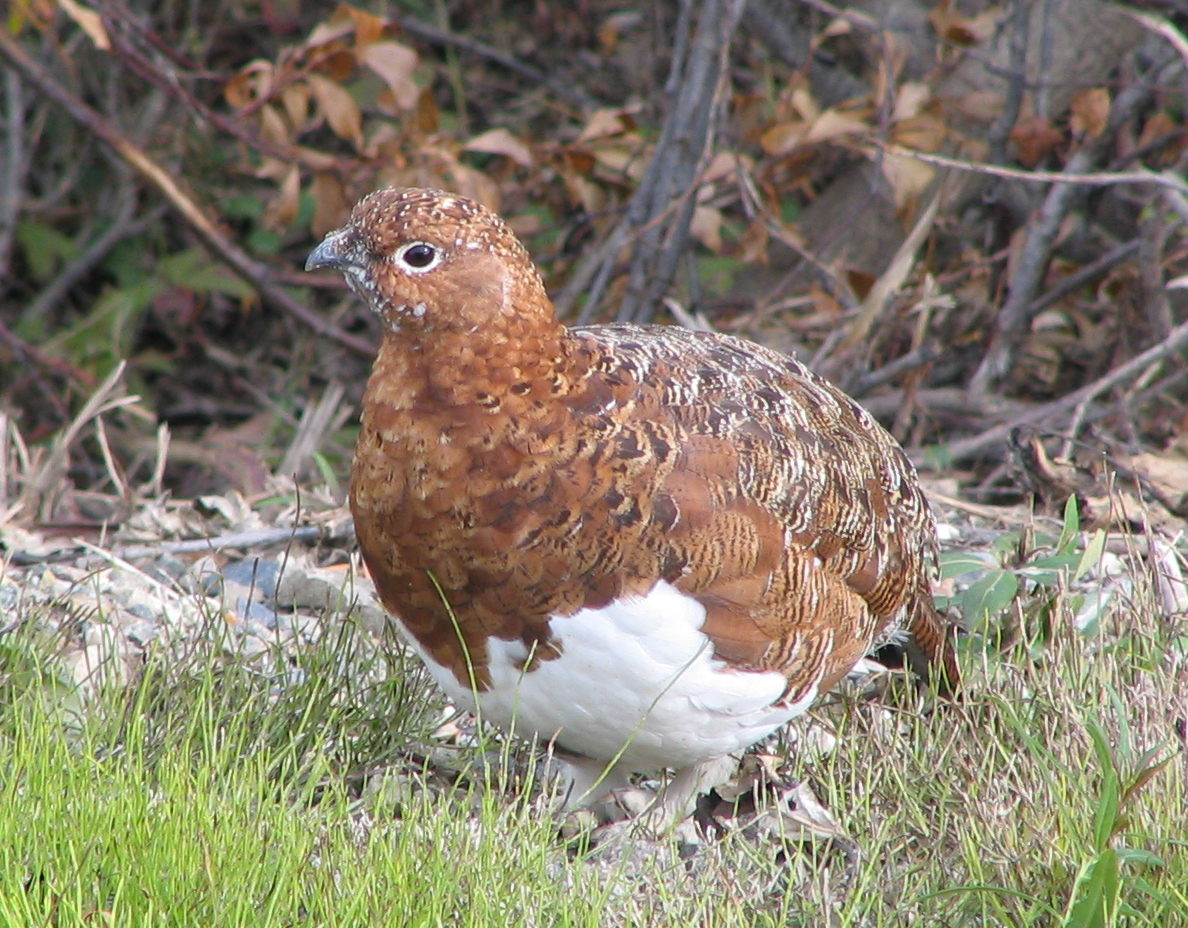
باقرقره پرپای بیدی جنگل‌های شمالی و توندرا در زمستان پرهای خود را تغییر می‌دهد. جمعیت بریتانیا (باقرقره قرمز) این کار را نمی‌کنند.

استتار برفی (به انگلیسی: Snow camouflage) استفاده از رنگ یا طرح برای استتار مؤثر در زمستان است که اغلب با استتار تابستانی متفاوت ترکیب می‌شود. الگوهای تابستانی معمولاً ترکیبی از رنگ‌های قهوه‌ای و خاکستری تا مشکی با طرح‌های گیج‌کننده هستند، در حالی که الگوهای زمستانی برای مطابقت با مناظر برفی بر رنگ سفید غالب هستند.
در میان جانوران، استتار برفی متغیر نوعی پلی‌فنیسم فصلی با پوشش پرهای زمستانی یا خز مشخص است. در پرندگانی مانند باقرقره پرپای صخره‌ای، خرگوش‌سانانی مانند خرگوش قطبی، راسوهایی مانند قاقم و یک سگ‌سان، روباه قطبی یافت می‌شود. از آنجایی که اینها به‌طور جداگانه تکامل یافته‌اند، ظاهر مشابه به دلیل فرگشت هم‌گرا است. این به عنوان شواهد اولیه برای انتخاب طبیعی استفاده شد. برخی از گونه‌های قطب شمال مانند بوف برفی و خرس قطبی در تمام طول سال سفید باقی می‌مانند.
در استفاده نظامی، سربازان اغلب یا یونیفرم‌های تابستانی خود را با طرح‌های گیج‌کننده خود با لباس‌های استتار برفی ضخیم‌تر که با نسخه‌های عمدتاً سفید الگوهای استتار در زمستان چاپ می‌شوند، عوض می‌کنند، یا لباس‌های سرپوش سفید روی لباس‌های خود می‌پوشند. برخی از ارتش‌ها از یونیفرم‌های برگشت‌پذیر استفاده کرده‌اند که در طرح‌های فصلی مختلف در دو طرف آن چاپ شده‌اند. وسایل نقلیه و اسلحه‌ها اغلب به سادگی رنگ سفید می‌شوند. گاهی، هواپیماها نیز با الگوهای استتار برفی دوباره رنگ‌آمیزی می‌شوند.
چارلز داروین در سال ۱۸۵۹ در کتاب خاستگاه گونه‌ها به رنگ سفید زمستانی باقرقره اشاره کرد.
برخی از جانوران شمال دور، مانند خرگوش پاشنه‌برفی و خرگوش قطبی، روباه قطبی، قاقم و باقرقره پرپای صخره رنگ پوشش خود را (با پرریزی و رشد خز یا پرهای جدید) از قهوه‌ای یا خاکستری استتار تابستانی به سفید در زمستان تغییر می‌دهند. روباه قطبی تنها گونه‌ای از خانواده سگان است که چنین کاری انجام می‌دهد. با این حال، خرگوش‌های قطب شمال که در شمال کانادا زندگی می‌کنند، جایی که تابستان بسیار کوتاه است، در تمام طول سال سفید باقی می‌مانند. از آنجایی که این جانوران در گروه‌های کاملاً جداشده به‌طور جداگانه تکامل یافته‌اند، شباهت رنگ‌بندی به دلیل فرگشت همگرا است، با این فرض که انتخاب طبیعی به نفع یک رنگ‌بندی خاص در یک محیط خاص است.
اثرات تغییر اقلیم می‌تواند سبب ناهماهنگی بین رنگ پوشش فصلی جانوران قطب شمال مانند خرگوش‌های پاشنه‌برفی با چشم‌انداز روزافزون بدون برف شود.
| گونه‌ها             | در تابستان | در زمستان |
| ------------------ | ---------- | --------- |
| خرگوش پاشنه‌برفی    |            |           |
| روباه قطبی         |            |           |
| قاقم               |            |           |
| باقرقره پرپای صخره |            |           |

اصل تغییر رنگ با تغییر فصل، کاربرد نظامی دارد.